# Jean-Pierre Dutilleux

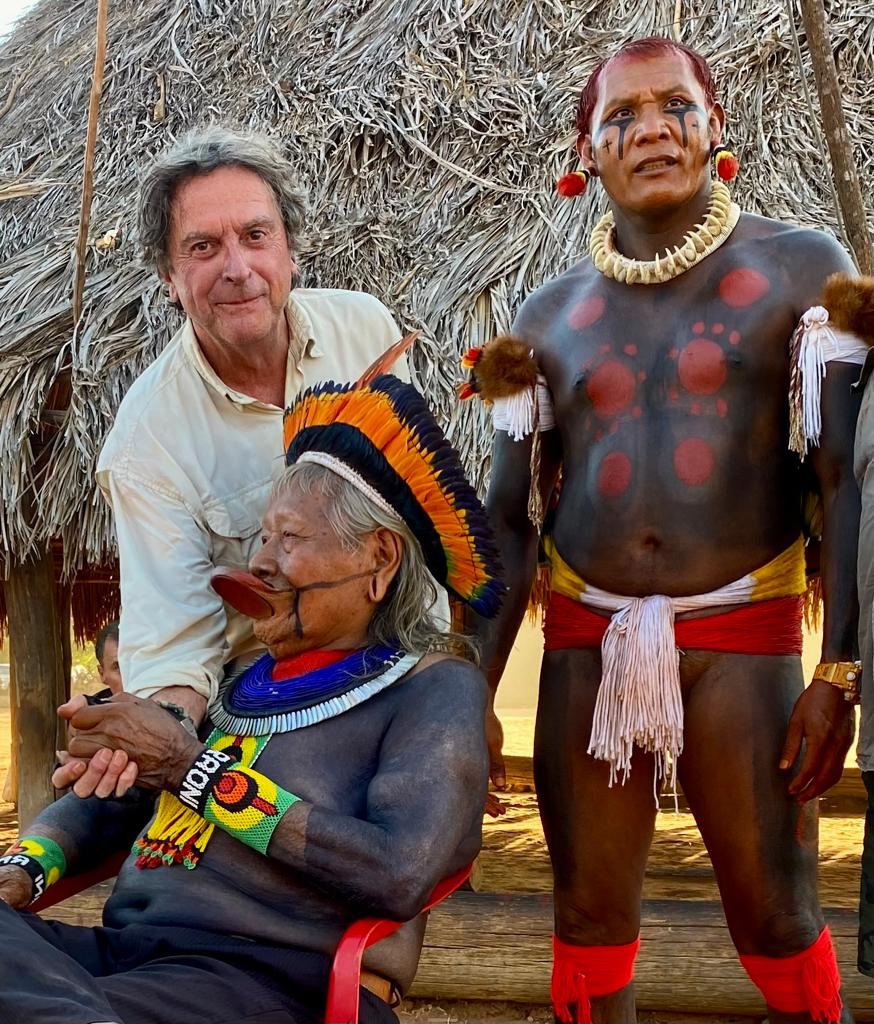
Jean-Pierre Dutilleux mit Raoni und Aritana auf dem Kuarup der Xingu-Indianer im August 2022

Jean-Pierre Dutilleux (* 13. Oktober 1949) ist ein belgischer Autor, Dokumentarfilmer und Schriftsteller.

## Leben und Werk
Nach dem Besuch des Gymnasiums Collège Saint-Hadelin in Visé begann er ein Jurastudium an der Katholischen Universität Löwen. 1972 wurde er in Chile als Assistent für die Dreharbeiten des Films Der unsichtbare Aufstand von Costa-Gavras engagiert. Er wandte sich dann der Produktion von Dokumentarfilmen über Stämme zu, die in abgelegenen Regionen der Welt leben und deren Alltag er zu beschreiben versuchte. Seit mehr als vierzig Jahren widmet er sein Leben dem Schutz der indigenen Völker, insbesondere der Indigenen des Amazonasgebiets. 1973 drehte er seinen ersten Dokumentarfilm, Indians, über den Amazonas-Stamm der Kayapo.
Sein zweiter Film, Wow, der 1975 mit Hilfe des Time-Life-Verlags und eines anthropologischen Museums entstand, ist den Asmat in Neuguinea gewidmet. 1976 drehte er Xingu, the White Man is coming, einen Dokumentarfilm über die Arbeit der brasilianischen Anthropologen Cláudio und Orlando Villas-Bôas im späteren Xingu Indigenous Park.
1977 drehte er einen Spielfilm über Raoni Metuktire, einen Häuptling der Kayapo, den er 1973 kennengelernt hatte. Der Film Raoni wurde zuerst bei den Filmfestspielen in Cannes gezeigt und war dann in der englischen Version mit Marlon Brando in der Hauptrolle ein großer Erfolg. Er wurde 1979 für den Oscar als bester Dokumentarfilm nominiert und erhielt im selben Jahr vier Preise beim Festival des brasilianischen und lateinamerikanischen Films in Gramado, darunter den Preis für den besten Film.
2015 veröffentlichte er Sur la trace des peuples perdus (Auf den Spuren der verlorenen Völker), in dem er von mehr als vierzig Jahren Abenteuer und Engagement erzählt. Er erzählt von seinen Begegnungen mit indigenen Völkern, die ihn durch die Wüsten Madagaskars und Ostafrikas, nach New Mexico, durch den Regenwald des Kongo, entlang der Täler Neuguineas bis tief in den Amazonas führten.
In den Jahren 2009 und 2017 vertraute der Kazike Raoni seine Erinnerungen Jean-Pierre Dutilleux an, der auf dieser Grundlage das Buch Mémoire d’un chef Indien verfasste.
Im Juni 2021 kündigte der brasilianische Fernsehsender Globo die Produktion eines neuen Films über Häuptling Raoni von Jean-Pierre Dutilleux und Alexandre Bouchet an, in dem der Kayapo-Häuptling sein Leben und seine Kämpfe während einer Bootsfahrt durch den indigenen Park Xingu schildert.
Im Dezember 2021 veröffentlichte Paris Match ein Interview mit Jean-Pierre Dutilleux und Raoni, in dem ihr 40-jähriger Kampf und die seit 2019 durchgeführten Aktionen zur Verteidigung des Amazonas-Regenwaldes und des Volkes der Kayapo beschrieben werden.

## Internationale Sensibilisierungstouren und Spendenaktionen
1989 organisierte Dutilleux zusammen mit dem Sänger Sting die Tour des Kaziken Raoni durch die westlichen Länder, um die Welt für die Belange der Amazonas-Indianer und die Gefahren der Entwaldung zu sensibilisieren. Bei dieser Gelegenheit wurden weltweit mehrere Stiftungen gegründet, darunter die Urwaldorganisation (AFV – Rainforest Organization), deren Ehrenpräsident Dutilleux heute ist. Die AFV soll die Arbeit von Häuptling Raoni unterstützen und dafür sorgen, dass der Amazonas-Regenwald und die dort lebenden Stämme geschützt werden. Auf dieser ersten Tour, auf der sie unter anderem François Mitterrand, Jacques Chirac, Prinz Charles und Papst Johannes Paul II trafen, bereisten sie siebzehn Länder und finanzierten mit den gesammelten Spenden die Einrichtung des größten indigenen Reservats Brasiliens im Jahr 1993, das heute als eines der wertvollsten Reservoirs der Artenvielfalt des Amazonas anerkannt ist. Seitdem setzt Dutilleux sich unermüdlich für die Sache nicht nur der Amazonas-Indianer, sondern auch anderer Urvölker ein. So reiste er um die ganze Welt, um dort die letzten isolierten Stämme zu treffen.
Im Jahr 2000 begleitete er Häuptling Raoni erneut auf einer Europatournee, um Spenden für den Schutz des Amazonas-Regenwaldes und der indigenen Völker zu sammeln. 
Während dieser Tour stellte Häuptling Raoni das Projekt zur Gründung eines Raoni-Instituts vor, das in Partnerschaft mit den Vereinen Forêt Vierge de France und Forêt Vierge de Belgique entstehen soll. Während der Tour 2001 reisten Jean-Pierre Dutilleux und Raoni durch Frankreich, Belgien, die Niederlande, Schweden und die Schweiz und trafen zahlreiche Politiker.
2004 war Dutilleux zusammen mit Lionel Chouchan Mitbegründer der Mondial du film d’aventur in Manaus.
2010 begleitete er Häuptling Raoni auf einer Europatournee, um sein Buch Raoni – Mémoires d'un chef indien bekannt zu machen. Er war auch am 27. September 2011 an der Seite von Häuptling Raoni, als dieser von Bertrand Delanoë zum Ehrenbürger der Stadt Paris ernannt wurde. Fünf Jahre später veröffentlichte Dutilleux bei HugoDoc das Buch Sur la trace des peuples perdus (Auf den Spuren der verlorenen Völker). Dieses Werk, das vierzig Jahre Abenteuer und Einsatz für die Verteidigung der indigenen Völker der fünf Kontinente nachzeichnet, wird von der Kritik hoch gelobt.
Im Mai 2019 organisierten Jean-Pierre Dutilleux und die Association des Forêts Urbaines eine weitere Europatournee des Kaziken Raoni, der von mehreren indigenen Xinguani-Führern wie Tapi Yawalapiti, Bemoro Metuktire und Kaiulu Kamaiura begleitet wird und in Frankreich, Belgien, der Schweiz, Luxemburg, Monaco, Italien und im Vatikan Station macht. Auf dieser Reise trafen sie unter anderem den Papst und Präsident Macron, der bei dieser Gelegenheit dem Kaziken Raoni seine Unterstützung zusicherte. Laut Jean-Pierre Dutilleux soll die Tour 1 Million Euro für die Demarkierung neuer Kayapo-Gebiete, 15 Millionen Euro für die Gründung eines Xingu-Instituts „im Herzen des indigenen Reservats“ und für die Promotion des Buches Raoni - ma voyage dernière einbringen. Am 24. Mai 2019 stieg Dutilleux an der Seite des Häuptlings Raoni die Stufen der Filmfestspiele von Cannes hinauf. Am selben Tag veröffentlichte Le Monde eine vernichtende Reportage über den Filmemacher, in der seine Beziehung mit dem Kaziken Raoni seit 1973 detailliert beschrieben wird, als „eine lange Geschichte von Verrat, Ablehnung und Versöhnung“. Gleichzeitig sagt Megaron, der Neffe des Kaziken Raoni, über Jean-Pierre Dutilleux: „Er hat uns das Projekt dieser Kampagne nicht vorgestellt. Wir machen uns Sorgen um das Image und den Namen des Häuptlings Raoni“. Die Abgeordnete von France Insoumise, Mathilde Panot, fragt ihrerseits die Regierung „nach der Möglichkeit eines Vertrauensmissbrauchs durch diesen indigenen Häuptling von internationalem Ruf und hohem Alter“.
Mehrfach wurde Dutilleux vorgeworfen Spenden veruntreut zu haben.

## Filmografie
- 1978: Raoni
- 1985: The Rhythmatist
- 2004: Amazon Forever